# Campo Doscientos Cincuenta y Cuatro
Campo Doscientos Cincuenta y Cuatro är en ort i Mexiko.   Den ligger i kommunen Namiquipa och delstaten Chihuahua, i den nordvästra delen av landet, 1 400 km nordväst om huvudstaden Mexico City. Campo Doscientos Cincuenta y Cuatro ligger 2 007 meter över havet och antalet invånare är 104.
Terrängen runt Campo Doscientos Cincuenta y Cuatro är platt åt sydost, men åt nordväst är den kuperad. Runt Campo Doscientos Cincuenta y Cuatro är det ganska glesbefolkat, med 27 invånare per kvadratkilometer. Närmaste större samhälle är Santa Clara, 16,4 km nordost om Campo Doscientos Cincuenta y Cuatro. Trakten runt Campo Doscientos Cincuenta y Cuatro består till största delen av jordbruksmark.